# Airtran Airways
Airtran Airways var ett amerikanskt lågprisflygbolag, och ett dotterflygbolag till Southwest Airlines. Flygbolagets huvudkontor ligger i Dallas, Texas, och deras största nav var Hartsfield–Jackson Atlanta International Airport. Flygbolaget blev utnämnt till USA:s bästa lågprisflygbolag år 2010 

## Historia
AirTran AIrways startades som Valuejet år 1992 i Atlanta. Flygbolaget börjar flyga med två DC-9 som tidigare flögs av Northwest Airlines.
År 1995 la Valuejet en beställning på McDonell Douglas MD-95 som efter Boeings köp av McDonnell Douglas 1997 levererades som Boeing 717. I maj 1996 kraschade en av flygbolagets DC-9 i Everglades. Detta medförde, att Valuejet blev förbjudna att flyga i femton veckor på grund av bristande underhåll och säkerhet.
År 1997 förvärvade Valuejet det Florida-baserade flygbolaget Air Tran, och bytte namn till AirTran Airways. År 2001 försvann flygbolagets sista Boeing 737-200, och år 2004, försvann bolagets sista DC-9, för att bytas ut mot nyare Boeing 737-700 .
Flygbolaget var världens största operatör av Boeing 717. År 2010 meddelade Southwest Airlines att man köpt AirTran Airways för $ 1,4 miljarder.